# Пузырьков, Пётр Алексеевич
Пётр Алексеевич Пузырьков (1926—1991) — сержант Советской Армии, участник Великой Отечественной войны, полный кавалер ордена Славы.

## Биография
Пётр Пузырьков родился 14 января 1926 года в деревне Сычево (ныне — Новодугинский район Смоленской области). После окончания семи классов школы работал в колхозе. В марте 1943 года добровольно пошёл на службу в Рабоче-крестьянскую Красную Армию. С декабря того же года — на фронтах Великой Отечественной войны, зачислен в состав 215-го стрелкового полка 179-й стрелковой дивизии 43-й армии 1-го Прибалтийского фронта.
23 июня 1944 года в бою в районе посёлка Шумилино Витебской области Белорусской ССР Пузырьков лично уничтожил около 10 вражеских солдат и офицеров. 24 июня он в числе первых в своём подразделении переправился через Западную Двину в районе деревни Заборье и принял активное участие в боях за захват и удержание плацдарма. 8 августа 1944 года Пузырьков был награждён орденом Славы 3-й степени.
16 сентября 1944 года под городом Бауска Латвийской ССР Пузырьков скрытно пробрался в расположение противника и лично уничтожил 2 пулемёта и несколько солдат противника, ещё одного взял в плен. За эти боевые заслуги он был награждён орденом Славы 2-й степени.
28 января 1945 года во время боя за Клайпеду Пузырьков лично уничтожил 1 пулемёт и более 10 солдат и офицеров противника. 3 февраля 1945 года Пузырьков повторно был награждён орденом Славы 2-й степени. Указом Президиума Верховного Совета СССР от 19 августа 1955 года в порядке перенаграждения этот орден был заменён орденом Славы 1-й степени.
В 1946 году Пузырьков был демобилизован. Проживал в деревне Хвощеватое Новодугинского района Смоленской области, работал в совхозе. Скончался 12 февраля 1991 года, похоронен в Хвощеватом.

## Награды
- орден Славы 1-й, 2-й и 3-й степеней
- орден Отечественной войны 1-й степени (6.4.1985)[2]
- орден «Знак Почёта»
- медали[1].